# Protentomon acrasia
Protentomon acrasia är en urinsektsart som först beskrevs av Vidal Sarmiento och Judith Najt 1971.  Protentomon acrasia ingår i släktet Protentomon och familjen Protentomidae. Inga underarter finns listade i Catalogue of Life.